# HD 9986
HD 9986 är en ensam, solliknande stjärna belägen i den mellersta delen av stjärnbilden Fiskarna. Den har en skenbar magnitud av ca 6,77 och kräver åtminstone en handkikare för att kunna observeras. Baserat på parallax enligt Gaia Data Release 2 på ca 39,3 mas, beräknas den befinna sig på ett avstånd på ca 83 ljusår (ca 25 parsek) från solen. Den rör sig närmare solen med en heliocentrisk radialhastighet på ca -21 km/s.

## Egenskaper
HD 9986 är en gul till vit stjärna i huvudserien av spektralklass G5 V. Den har ca 1,1 gånger solens utstrålning av energi från dess fotosfär vid en effektiv temperatur av ca 5 800 K.
HD 9986 är nära en soltvilling med fysiska egenskaper mycket lika Solens. Den är omkring 3,3 miljarder år gammal och roterar långsamt med en rotationsperiod på ca 23 dygn. En speckleundersökning av Elliott P. Horch 2002 konstaterade att HD 9986 kanske inte är en ensam stjärna.